# 東方三俠
《東方三俠》是1993年上映的一部香港動作科幻電影，由杜琪峰執導，程小東擔任動作導演，梅艷芳、楊紫瓊與張曼玉三大女星首次合作演出，劉松仁與黃秋生等亦有參演。梅艷芳主唱的〈女人心〉榮獲第13屆香港電影金像獎最佳電影歌曲。

## 劇情介紹
東東（梅艷芳 飾）與青青/陳三/心靖（楊紫瓊 飾）原本由一位武林高人所收養，教她們習武，希望二人能成為一對行俠仗義的女俠。可是，在青青一次練功時因無力攀上山頂而掉下，從此杳無音訊。東東則成為女飛俠，平常是警察劉啟文（劉松仁 飾）的妻子。
故事始於連警察也束手無策的「連環嬰兒失蹤案」，事緣於兩個月內已經有18名嬰兒失蹤。劉Sir與局長等人於警署進行會議期間陳三披著博士發明的隱身衣，向警方下戰書，並預告了下一目標為局長的新生兒子，局長等人大為緊張的趕到自己兒子所在的醫院戒備，但陳三早已潛伏於醫院內將局長兒子及另一女嬰帶走了。在陳三逃走過程中，女飛俠突然出現，她不但利用飛鏢將隱形的陳三打傷之餘並成功救下女嬰，陳三則只能負傷將局長兒子帶回位於地下排水系統深處的魔宮，並交給了魔宮的主人陳公公（任世官 飾），亦即連環嬰兒案的幕後黑手，而他亦向眾人表示在下一個黃道吉日之時於所有被擒的嬰兒當中選出一位成為皇帝（因陳公公認為中國不能沒有皇帝）。陳三離開魔宮後回到研究隱形衣的博士之研究所，而且兩人因為已同居一段時間而早就慢慢產生感情。
另一方面，劉Sir接到任務來到化工廠追捕3名持槍悍匪，這時女捕頭陳七（張曼玉 飾）來到現場並攻入化工廠成功將所有悍匪制服，在陳七準備離開時向局長為破解連環嬰兒失蹤案提出交易，並於出價後留下聯絡方式讓局長考慮。到了晚上時因各大報章頭條並預告了晚上將會再抓走一名嬰兒，故此劉Sir留守醫院戒備，這時東東以義工身份來到醫院並順道探班，陳三則以平民身份埋伏於醫院內。這時東東及陳三遇到一個醫護人員，但該醫護人員突然脅持了陳三，原來該醫護人員實際是1名因自己兒子於醫院內死去而遭受打擊而成的瘋子，該瘋子將東東及陳三反鎖於雜物房內並跑往嬰兒房準備將所有嬰兒殺害作為報復。然而該瘋子未有拔走插於門鎖上的鑰匙，故此東東將鑰匙撞跌於地下後由陳三從門下的門隙伸手把鑰匙撿進去脫困（陳三因此刮傷了手背）。而瘋子雖然來到嬰兒房，但因東東脫困後及時通知劉Sir，故此瘋子的殺害嬰兒計劃失敗並遭劉Sir開槍制服，然而這時陳七已潛入嬰兒房並偷走了1個嬰兒後逃跑。原來陳七偷嬰兒的目的是引身為女飛俠的東東現身，而東東亦真的以女飛俠的身份追到一座廢墟內並與陳七激戰，激戰之中已隱形的陳三亂入了她們的戰鬥並救走了份屬舊識的陳七。最後東東成功將嬰兒帶回醫院，但嬰兒已遭她們的戰鬥牽連下重傷殞命。
陳七本來也是陳公公的部下之一，但她僥倖並得到陳三的協助下逃脫了並成為女捕頭。陳三救回陳七後告訴了她有關陳公公偷取嬰兒的計劃，並要求陳七不要插手此事。這時陳公公以飛鴿傳書向陳三下達密令要求10天內一定要將隱形衣奪回並殺害發明隱形衣的博士，否則以死謝罪。而陳七因之前與女飛俠戰鬥中害死嬰兒一事被劉Sir關押了兩小時，於劉Sir釋放了她之後她來到魔宮並發現所有嬰兒的所在地，但她不小心觸發了機關，因此引起陳公公及陳九的追截，陳七因此中了陳公公的金針並逃脫了。得知此事的陳三為了包庇陳七而訛稱潛入魔宮的人為女飛俠，故此陳公公派陳九殺害女飛俠。負傷並命不久矣的陳七來到警署將局長付的訂金全數退回以示放棄，在離開之時女飛俠找到陳七並要求將所有查到的情報全數告訴她，但陳七拒絕並躲到一座廢墟等死，但女飛俠還是追到了，不但阻止陳七自殺，而且暫時封住了陳七體內的金針為她續命，陳七為了報恩而決定將一切情報告訴了女飛俠。
陳九為了引女飛俠現身，故此攻佔了火車站並破壞了電腦系統，並殺害了數名人質，而火車亦將會失控撞入車站。劉Sir來到現場時發現火車站外有大量地雷，而且有1名隊員誤踏了地雷，故此伸手控制住了地雷，並叫來到現場的女飛俠及陳七先進入火車站擊敗陳九，這時劉Sir因旁邊的車子爆炸，結果與隊員撤離時遭炸飛至重傷昏迷。女飛俠及陳七進入火車站後由女飛俠負責迎擊陳九，而陳七協助疏散乘客及詢問站長阻止火車撞入車站的方法，這時火車已撞入車站大廳並撞向陳九及女飛俠，結果女飛俠及陳七成功撤退，陳九只能強硬擋住火車並遭陳七丟炸藥攻擊。劉Sir事後送院治療，並在女飛俠回復為東東的身份探病時得知因女飛俠當初不太情願進入車站，故此劉Sir得知東東為女飛俠的身份。在博士的研究所內，博士於工作期間突然感到不適，原來隱形衣於研發的過程中會發出毒素，故此博士早已中毒並命不久矣，同時因此不讓陳三進入工作室範圍，其後博士在即將成功之際發現陳公公向陳三下達的命令，故此用錄音機留下遺言。
陳三與陳七見面時將陳七體內的金針移除，這時陳七再次勸陳三與女飛俠一同合作並於幾日後三人共同商討合作大計。不願殺害博士的陳三訛稱得到陳公公指令殺死陳七而對陳七進行攻擊，但女飛俠來到指出陳三實際上尋死並阻止陳三自殺，陳三深感羞愧下騎馬逃跑，女飛俠及陳七追來勸服陳三放棄自殺念頭並追到一處山崖邊，這時陳三墜崖並由女飛俠接住，這時兩人的女飛俠飛鏢印記合而為一，陳三實為東東的師姐青青，兩人被陳七救起後三人正式聯盟趕往搭救博士。三人來到博士的研究所後陳九已經將博士摧殘至命危並將之脅持，博士告訴陳三隱形衣已經研發成功其告知了錄音機位置，陳九為了搶奪錄音機而與女飛俠及陳七激戰，最後陳九遭陳七以誘敵之計跳入實驗室原子爐內活活燒死，而陳三成功救下博士，博士亦在陳三的陪伴及見證已枯萎的素心蘭重新開花時毒發死在陳三懷內。女飛俠及陳七再次攻入魔宮準備救出所有嬰兒，陳公公派出的四大護法被陳七擊敗，但兩人對上陳公公時因吸入過多沼氣反處於劣勢，這時陳三來到掩護兩人逃至地面，陳七引爆了地下沼氣成功摧毀了魔宮迫陳公公升至地面，結果三人再次與陳公公激戰起來，激戰之中陳七成功摧毀了陳公公的肉身，但陳公公仍能靠意志控制住殘骸並附在陳三身上，女飛俠及陳七想救出陳三時反遭被控制的陳三打傷，陳三為了玉石俱焚而於高處跳下，這時她與東東及博士的回憶傾注入陳公公的意志並與陳公公所執著的意念混合，結果陳公公因腦袋透支爆炸並墜落於地上化成骨灰，陳三被女飛俠及陳七一同救起後三人同披黑色披風離開。
此戰以後，所有的嬰兒已成功救出，連環嬰兒失蹤案亦宣佈破案，劉Sir接受記者訪問時為東東三人起了代號——「東方三俠」！

## 人物角色
| 演員   | 角色             | 粵語配音 | 關係 |
| 梅艷芳 | 東東             | 龍寶鈿   | 女飛俠 劉啟文之妻。 使用武器為劍及飛鏢。 |
| 張曼玉 | 陳七             | 沈小蘭   | 賞金獵人（女捕頭） 原屬陳公公部下，被陳三放過一命脫離魔掌。 使用武器為機關槍及飛刀。 |
| 楊紫瓊 | 心靖、陳三或青青 | 盧素娟   | 陳公公部下，受陳公公所束縛及命令下偷取隱形衣。 喜歡博士。 使用武器為九節鞭。 |
| 劉松仁 | 劉啟文（劉 Sir） | 梁政平   | 警官，東東之夫 負責調查嬰兒連環失蹤案。 於火車站騷亂時被地雷炸至重傷，其後康復。 |
| 白石千 | 博士             | 黃志成   | 隱形衣發明者，與心靖互有情愫。 本於開發期間身中劇毒而命不久矣，最後遭陳九虐殺。 |
| 秦沛   | 局長             | 黃子敬   | 警察局長，其新生兒子為失蹤嬰兒之一。 |
| 任世官 | 陳公公           | 陶碧儀   | 清末公公。認為「中國要有皇帝」而派人去活捉男嬰，修煉魔功，有特異功能。 最終決戰時被陳七用炸藥摧毀大部分肉身，但骷髏附身於陳三身上。最後陳三準備玉石俱焚之際，因陳三大量回憶混合自身執著的思想，使得公公的腦袋透支爆炸並化成骨灰。 |
| 黃秋生 | 陳九             | [ 註 1 ] | 陳公公部下，被改造成沒有血肉感情的戰鬥機器。 使用武器為血滴子。 |
| 朱咪咪 | 神婆             | 徐愛貞   | 洞悉被擄嬰孩皆有皇帝命格 |
| 姜皓文 | 瘋子             | 陸頌愚   | 醫院的人醫死他初出生的兒子，導致精神分裂。 登報紙向警方挑戰，誓要將醫院內的所有嬰兒殺光陪葬，最後被劉sir制服。 |
| 徐濤   |                  |          | |
| 阮兆祥 | 地產經紀         | 阮兆祥   | 向劉Sir夫婦推銷破舊別墅。 |
| 黃一飛 | 偷車賊           | 陸頌愚   | 趁劉Sir夫婦與地產經紀於舊別墅洽談時試圖偷走劉Sir的車子，最後被劉sir制服並自行扣上手銬謝罪。 |
| 陳卓欣 | 東東 (童年)      |          | |
| 李兆基 | 銀行劫匪         | 陳偉權   | |
| 鄭藩生 | 銀行劫匪         |          | |
| 曾健明 | 火車站站長       |          | |

## 製作
本片投資約五千萬港元，原本由富商劉鑾雄及金公主院線的東主合資，及後劉鑾雄買下所有股份。

## 配樂
純音樂配樂由胡偉立負責，當中他將羅大佑創作的主題曲旋律改編，風格融合中東音樂與搖滾樂。

### 電影歌曲
| 曲別       | 歌曲         | 作詞 | 作曲   | 編曲   | 演唱   | 專輯                |
| ---------- | ------------ | ---- | ------ | ------ | ------ | ------------------- |
| 粵語主題曲 | 〈莫問一生〉 | 林夕 | 羅大佑 | 羅大佑 | 梅艷芳 | 《戲劇人生》1993-03 |
| 粵語插曲   | 〈女人心〉   | 林夕 | 羅大佑 | 羅大佑 | 梅艷芳 | 《戲劇人生》1993-03 |
| 國語主題曲 | 〈春之祭〉   | 林夕 | 羅大佑 | 羅大佑 | 金智娟 | 《四季》1992-11     |
| 國語插曲   | 〈你的女人〉 | 林夕 | 羅大佑 | 羅大佑 | 何超儀 | 《造反》            |

## 獎項
| 年份 | 頒獎典禮             | 獎項             | 名單                                              | 結果 |
| ---- | -------------------- | ---------------- | ------------------------------------------------- | ---- |
| 1994 | 第13屆香港電影金像獎 | 最佳動作設計     | 程小東                                            | 提名 |
| 1994 | 第13屆香港電影金像獎 | 最佳服裝造型設計 | 余家安                                            | 提名 |
| 1994 | 第13屆香港電影金像獎 | 最佳電影配樂     | 胡偉立                                            | 提名 |
| 1994 | 第13屆香港電影金像獎 | 最佳電影歌曲     | 〈莫問一生〉 主唱：梅艷芳 作曲：羅大佑 填詞：林夕 | 提名 |
| 1994 | 第13屆香港電影金像獎 | 最佳電影歌曲     | 〈女人心〉 主唱：梅艷芳 作曲：羅大佑 填詞：林夕   | 獲獎 |

## 续集
- 现代豪侠传

## 備註
1. ↑  本角並沒說過任何話

## 外部連結
- 香港影庫上《東方三俠》的資料（繁體中文）
- 開眼電影網上《東方三俠》的資料（繁體中文）
- 豆瓣电影上《東方三俠》的資料 （简体中文）
- 时光网上《東方三俠》的資料（简体中文）
- AllMovie上《東方三俠》的资料（英文）
- 爛番茄上《東方三俠》的資料（英文）
- 互联网电影数据库（IMDb）上《東方三俠》的资料（英文）